# Kunuru, Kanakapura
Kunuru là một làng thuộc tehsil Kanakapura, huyện Ramanagara, bang Karnataka, Ấn Độ.